# Фирмиана простая
Фирмиа́на проста́я (лат. Firmiána símplex) — растение; вид рода Фирмиана семейства Мальвовые.
Ранее род входил в семейство Стеркулиевые (Sterculiaceae); в системе классификации APG II относится к подсемейству Стеркулиевые (Sterculioideae) семейства Мальвовые (Malvaceae).
Другие русские названия:
- Стеркулия платанолистная,
- Китайское зонтичное дерево,
- Японское маковое дерево.

## Описание
Листопадное дерево с округлой или зонтиковидной кроной, достигающее высоты до 20 м.
Кора гладкая буроватого или светло-жёлтого цвета.
Листья очерёдные, глубоко рассечённые на 3—5 заострённых лопастей, светло-зелёные, голые или снизу опушённые, до 35 см длиной и 45 см шириной с черешками, примерно равными длине листовых пластинок.
Цветки мелкие, зеленовато-жёлтые, раздельнополые, собранные в метельчатые верхушечные соцветия размером до 35 см. Растение однодомное.
Плод — сборная пятичленная листовка длиной 3—10 см, растрескивается до созревания семян. Семена серовато-жёлтые, шаровидные, в диаметре около 1 см, съедобные, приятные на вкус, маслянистые.
Цветёт в июле, плодоносит в сентябре — октябре. Размножается семенами, начинает цвести и плодоносить на шестом — восьмом году жизни.
|       |  |
| Плоды |  |

## Происхождение и распространение
Родина фирмианы — субтропики Южной Японии, Индокитая и Китая.
В Россию фирмиана интродуцирована в 1814 году и в диком виде не встречается. Культивируется как декоративное дерево в Краснодарском крае, Крыму, Абхазии, Аджарии, а также в Туркменистане, Узбекистане и Таджикистане.
Предпочитает расти на песчаных почвах, но на Черноморском побережье Кавказа хорошо растёт на мощных наносных водонепроницаемых почвах.
Взрослые деревья выдерживают мороз до −15…−20 °C.

## Химический состав
В листьях фирмианы простой содержатся: эфирное масло (0,07 %), смолистые вещества (4—5 %), органические кислоты (до 2,5 %), дубильные вещества (до 4 %), полисахариды (9—10 %), аскорбиновая кислота (0,9—1,2 %), имеются следы алкалоидов. Семена растения содержат кофеин, теобромин, следы других алкалоидов, органические кислоты (6,4 %), жирное масло (26 %), много холина и бетаина.

## Использование

### Применение в медицине
Препараты фирмианы разрешены к применению в качестве заменителя препаратов колы. В качестве лекарственного сырья используют лист фирмианы простой (стеркулии платанолистной, лат. Folium Sterculiae platanifoliae) без черешков, который собирают в начале цветения, до появления пожелтевших листьев, и высушивают в проветриваемых помещениях или сушилках при температуре не выше 80 °С.

#### Препараты
Настойку из листьев стеркулии (Tinctura Sterculiae) (1:5) готовят на 70-процентном спирте. Настойку применяли как стимулирующее и тонизирующее средство при физической и умственной усталости, переутомлении, астенических состояниях, после перенесённых истощающих заболеваний, при гипотонии. На ночь принимать не рекомендуется. Побочное действие — возможны сухость во рту, сердцебиение, раздражённость, ухудшение сна. Форма выпуска — флаконы по 25 мл. Срок годности 3 года.

#### Фармакологические свойства
Препараты из фирмианы оказывают стимулирующее воздействие на центральную нервную систему и обладают кардиотоническим действием — усиливают деятельность сердца.

### Хозяйственное применение
Фирмиана — декоративное растение.
В странах, где фирмиана произрастает в диком виде, её древесина служит сырьём для получения лучших сортов бумаги, а кора — материалом для изготовления верёвок.
В Китае семена, содержащие кофеин, употребляют как суррогат кофе.

## Таксономия

### Синонимы
По данным The Plant List на 2010 год, в синонимику вида входят:
- Caucanthus platanifolia (L.) Raf.
- Clompanus pyriformis Kuntze
- Clompanus simplex (L.) Kuntze
- Culhamia hadiensis J.F.Gmel.
- Culhamia platanifolia Steud.
- Culhamia simplex (L.) Nakai
- Culhamia triloba Raf.
- Firmiana chinensis Medik. ex Steud.
- Firmiana platanifolia (L.f.) Marsili — Фирмиана платанолистная
- Hibiscus simplex L.basionym — Гибискус простой
- Sterculia platanifolia L.f. — Стеркулия платанолистная
- Sterculia simplex (L.) Druce

## В культуре
В Древнем Китае лист фирмианы выступил в известном сюжете о важности слов государя. Когда малолетний Чэн-ван в игре с младшим братом Тан Шу-Юем «посвятил» его листом этого дерева в феодальный чин, историограф И настоял, чтобы шутка была претворена в действительность, утверждая, что «Сын Неба не играет словами».